# Fabien Frankel
Fabien Joseph Frankel, född 6 april 1994 i Chelsea i London, är en brittisk skådespelare. Han är främst känd för sin roll som riddaren Ser Criston Cole i HBO-serien House of the Dragon.

## Biografi
Frankel föddes i London och är son till den engelske skådespelaren Mark Frankel och den franska reklamföretagsledaren Caroline Besson. Hans pappas judiska familj härstammar bland annat från hans farmors indiska judiska släkt i Mumbai, ursprungligen med rötter i Irak. Frankels far dog i en trafikolycka när han var två, under hans mors graviditet med hans yngre bror Max. Bröderna växte upp med mamman i London och talade franska i hemmet. Hon introducerade dem till filmens värld genom att ta dem på bio varje vecka.
Frankel studerade ett år vid Royal Academy of Dramatic Art innan han tog en Bachelor of Arts-examen från London Academy of Music and Dramatic Art (LAMDA) 2017.
Frankel gjorde sin skådespelardebut 2017 i en uppsättning av The Knowledge på Charing Cross Theatre.  Hans första filmroll var 2019 i den romantiska komedin Last Christmas. Frankel spelade rollen som Dominique Renelleau i The Serpent på BBC och Netflix. I HBO-serien House of the Dragon spelar han Ser Criston Cole, en riddare från gränstrakterna mot Dorne, i en filmatisering av George R.R. Martins fantasyroman Eld och blod.